# Ignaz Fränzl
Ignaz Franz Joseph Fränzl (ochrzcz. 4 czerwca 1736 w Mannheimie, zm. 3 września 1811 tamże) – niemiecki kompozytor i skrzypek.

## Życiorys
Uczeń Johanna Stamitza. W 1747 roku został członkiem kapeli dworskiej w Mannheimie. W 1768 roku odwiedził Paryż, gdzie wystąpił w ramach Concert Spirituel. W 1774 roku został koncertmistrzem na dworze mannheimskim. W latach 1790–1803 był dyrektorem teatru w Mannheimie. Ceniony jako skrzypek-wirtuoz. Jego uczniem był syn, Ferdinand Fränzl, który często występował wraz z ojcem.
Był autorem 5 symfonii, 7 koncertów skrzypcowych, 4 kwartetów, 6 triów smyczkowych, mszy, a także singspielu Die Luftbälle (wyst. Mannheim 1787).